# Anne Marie Schaerlaekens
Anne Marie Schaerlaekens (Lier, 1943) is in Nederland en België een autoriteit op gebied van kindertaal. Ze studeerde eerst Germaanse filologie aan de Katholieke Universiteit Leuven, en specialiseerde later in psycholinguïstiek en taalpsychologie in Nederland, onder meer bij Willem Levelt en bij professor B. Tervoort. Ze doctoreerde bij Frans Van Coetsem op een onderzoek naar de taalontwikkeling bij drielingen en ontving daarvoor de Van Cauwelaertprijs. Later deed ze onder meer onderzoek naar taalstoornissen, tweetalige opvoeding, en werd professor taalontwikkeling(-stoornissen) aan de Katholieke Universiteit Leuven. In die functie bouwde ze een universitair onderzoekscentrum uit voor wetenschappelijk onderzoek in de logopedie. Ook de uitbouw van het universitair curriculum tot master in de logopedische en audiologische wetenschappen is grotendeels haar verdienste.